# مذكرة SOAP
مذكرة SOAP (و هو اختصار ل subjective أي معلومات ذاتية ، و objective أي معلومات موضوعية ، و assessment أي التقييم، و plan أي الخطة) هي طريقة توثيقية يقوم مقدمو الرعاية الصحية باستخدامها لكتابة الملاحظات في ملف المريض، علما انه يتوافر طرق وتصميمات شائعة أخرى، مثل مذكرة الدخول.  يعد توثيق لقاءات المرضى في السجل الطبي جزءًا لا يتجزأ من ممارسة سير عمل بدءًا بجدولة المواعيد، وتسجيل دخول المريض وفحصه، وتسجيل الملاحظات، وتسجيل المغادرة، وإعادة الجدولة، والفواتير الطبية. بالإضافة إلى ذلك، فهي بمثابة إطار معرفي للأطباء لمتابعة أثناء تقييم المرضى. 
نشأت مذكرة SOAP من السجل الطبي للمشكلة (POMR)، وتم تطويرها منذ 50 عام من قبل Lawrence Weed ,MD.   تم تطويره في بادئ الأمر للأطباء كمنهاج يساعدهم على التعامل من المرضى المعقدين الذين يعانون من مشاكل متعددة بطريقة منظمة.  أما حاليا، يتم اعتماده على نطاق واسع كأداة تواصل بين مقدمي الرعاية الصحية ذوي التخصصات المتعددة كطريقة لتوثيق تقدم المرضى. 
نجد أن ملاحظات SOAP منتشرة بشكل واسع وشائع في السجلات الطبية الإلكترونية أختصارَا -EMR- ويستخدمها مقدمو الرعاية الصحية من شتى الخلفيات.  في العادة، يتم استخدام ملاحظات SOAP كقالب لتوجيه المعلومات التي يضيفها الأطباء إلى السجل الطبي الألكتروني -EMR- للمريض.  ومن الممكن ان يستخدم مقدمو رعاية قبيل المستشفى مثل فنيي الطوارئ الطبية نفس تصميم SOAP لنقل معلومات المرضى إلى أطباء والعاملين في قسم الطوارئ اختصارَا للوقت. نظرَا ل أهدافها الواضحة، فان مذكرة SOAP تقوم بتزويد الأطباء باسلوب لتوحيد منظمة معلومات المريض لتقليل نسبة حدوث الخطأ والالتباس عندما يقوم عدة من ممارسي الرعاية الصحية بالكشف على المريض.  يقوم الكثير من مقدمي الرعاية الصحية امتدادَا من الأطباء إلى ممارسي الرعاية الصحية السلوكية للأطباء البيطريين باستخدام مذكرة SOAP عند زيارة المريض الأولى من أجل متابعة التقدم أثناء الرعاية فيما بعد.   

## المكونات
هناك أربع مكونات لملاحظة SOAP وهي الذاتية -Subjective- ، وال -Objective- ، والتقييم -Assessment- ، والخطة -Plan- .    يتفاوت طول وتركيز كل مكون من مكونات مذكرة SOAP باختلاف التخصص؛ على سبيل المثال مذكرة SOAP الجراحية، فمن المرجح أن تكون مذكرة SOAP الجراحية أقصر بكثير من مذكرة SOAP الطبية، وستركز على القضايا المتعلقة بحالة المريض بعد الجراحة.

### مكون ذاتي

#### الشكوى الرئيسية (CC)
الشكوى الرئيسية للمريض، أختصارا CC ، وهي تقرير مختصر (مقتبس) للمريض يبين فيه سبب زيارة المكتب أو الذهاب إلى المشفى.  من الممكن ان يكون هناك العديد من الشكاوي CC ، ولكن تحديد أهمها أمر مهم للغاية لإجراء التشخيص المناسب. 

#### تاريخ المرض الحالي (HPI)
يقوم فيه الطبيب بأخذ تاريخ المرض الحالي ، اختصارا HPI ، من CC.  يتم فيه وصف حالة المريض الحالية في شكل سرد، من وقت أول عرض /إشارة حتى الوقت الحالي. يبدأ بعمر المريض وجنسه وسبب الزيارة، ثم يتم تسجيل تاريخ وحالة الأعراض التي يتعرض لها.  يتم إرسال جميع المعلومات المتعلقة بالمعلومات الشخصية جميعها إلى مقدم الرعاية الصحية من قبل المريض أو من ينوب عنه. 
تشير المذكرة أدناه إلى المعلومات التي يجب على الطبيب استخلاصها قبل الإشارة إلى «الملفات القديمة» أو "old carts" الخاصة بالمريض.   
- بداية
  - «متى بدأت الشكوى الرئيسية -CC-؟»
- الموقع
  - «أين تقع الشكوى الرئيسية -CC- ؟»
- الفترة الزمنية
  - «منذ متى بدأت بالشعور بالشكوى الرئيسية -CC-؟»
- صفة
  - «هل يمكنك وصف الشكوى الرئيسية -CC- التي تواجهها؟»
- عوامل التخفيف/التشديد
  - «ما الذي يجعل الشكوى الرئيسية -CC- أفضل وأسوأ؟»
- الأشعاع
  - «هل يتغير موقع الشكوى الرئيسية -CC- أو أنها تبقى في مكان واحد؟»
- نمط زمني
  - «هل هناك توقيت معين في اليوم تكون فيه الشكوى الرئيسية -CC- أفضل أم أسوأ؟»
- الحدة
  - «بمقياس من 1 إلى 10 (10 وهو أسوأ ألم عانيت منه)، كيف تقوم بتقييم الشكوى الرئيسية -CC- ؟؟»

تتضمن المتغيرات في هذه المذكرة: OPQRST و SOCRATES و LOCQSMAT (الموضحة هنا): 
- الموقع
- بداية (عند بدء الإصابة وآلية الإصابة - في حالة حدوثها)
- التسلسل الزمني (تحسن أو تدهور منذ بداية الأصابة، عرضي - أي ظهور لأعراض وأختفائها بأوقات منفصلة وغير منتظمة - ، المتغير، الثابت، إلخ.)
- النوع (حاد، باهت، إلخ.)
- الحدة (غالبًا يكون تقييم للألم)
- عوامل التغير (ما اللذي يؤدي إلى تفاقم/تخفيف الأعراض - أنشطة، وضعيات، مخدرات، الخ)
- أعراض اضافية (أعراض ذات علاقة أو بغير علاقة أو أعراض هامة للشكوى الرئيسية -CC-)
- معالجة (هل قام المريض بزيارة مقدم رعاية صحية اخر لهذا العرض؟)

تقوم زيارات المريض اللاحقة للمشكلة ذاتها بتلخيص سريع لتاريخ المرض الحالي HPI -history of present illness- ، وتتضمن الاختبارات والنتائج ذات الصلة الوثيقة والإحالات والعلاج المستخدم والنتائج والزيارات فيما بعد للمريض.

#### التاريخ
يتم حفظ وتسجيل التاريخ الطبي، والتاريخ الجراحي (مع السنة واسم الجراح إن كان ممكنَا)، وتاريخ العائلة، والتاريخ الاجتماعي ذوي الصلة.  يمكن للتاريخ الاجتماعي استخدام اختصار HEADSS (المنزل / البيئة، التعليم / التوظيف / الأكل، الأنشطة، الأدوية، الجنس، الانتحار / الاكتئاب)، والذي يقدم معلومات مثل التدخين / تعاطي المخدرات / ادمان الكحول / الكافيين ومستوى النشاط الجسدي.  تتضمن معلومات أخرى الأدوية المستخدمة حاليَا (الاسم والجرعة والمسار وعدد المرات الاستهلاك) والحساسية.  اختصار آخر وهو SAMPLE ، وتعد طريقة أخرى للحصول على معلومات التاريخ من المريض.

#### استعراض الأنظمة (ROS)
يمكن جمع بقية الأعراض السلبية وذات الصلة اسفل مقابلة استعراض الأنظمة (ROS). 

### المكون الموضوعي
يتضمن القسم الموضوعي في ملاحظة SOAP المعلومات التي يقوم مقدم الرعاية الصحية بملاحظتها أو قياسها من خلال معاينة المظهر الحالي للمريض، مثلا:
- غالبًا يتم ادراج العلامات الحيوية في ملف المريض. مع ذلك، فهو مكون مهم في ملاحظة SOAP أيضًا.[14] العلامات الحيوية والقياسات، مثل الوزن.
- نتائج بحث من الفحوصات الجسدية، بما في ذلك الأنظمة الأساسية للقلب والجهاز التنفسي، والأنظمة المتأثرة، واحتمال مشاركة الأنظمة الأخرى، والنتائج العادية ذات الصلة والأضرابات، يجب أن يتم شمل المجالات التالية:
  - المظهر الجسدي للمريض
  - وصف الألم أو ما يضايق المريض
  - الحالة النفسية
- تم الانتهاء بالفعل من نتائج الاختبارات المعملية وغيرها من الاختبارات التشخيصية.

### مكون التقييم
التشخيص الطبي لسبب الزيارة الطبية في التاريخ المحدد هو ملخص سريع للمريض الذي يعاني من الأعراض/ التشخيص الرئيسي بما في ذلك التشخيص المتباين، وقائمة بالتشخيصات الأخرى المحتملة ويتم ترتيبها عادة من الأعلى احتمالًا إلى الأقل احتمالًا. كما أن التقييم أيضًا يشمل الأسباب التي من الممكن أن تكون قد سببت المشكلة للمريض. وهو تقدم المريض منذ آخر مراجعة، والتقدم بشكل عام نحو هدف المريض من منظور الطبيب. في ملاحظة SOAP للصيدلي، سيحدد التقييم المشكلة التي من المحتمل أن تكون مرتبطة / مستحثة بالدواء والأسباب / الأدلة وراءها. سيشمل ذلك المسببات وعوامل التهديد، وتقييم الحاجة إلى علاج نفسي، علاج نفسي حاليًا، وخيارات للعلاج النفسي. عندما يتم استخدامها في سجل طبي (POMR) موجه للمشكلة، يتم شمل أرقام ذات صلة أو عناوين كعناوين فرعية في التقييم.

### مكون الخطة
الخطة هي ما سيقوم به مقدم الرعاية الصحية لمعالجة ما يقلق ويخيف المريض - مثل طلب المزيد من الأختبارات، والأعمال الإشعاعي، واعطاء الإحالات، والإجراءات التي يتم تنفيذها، والأدوية المقدمة والتثقيف المقدم. كما ستتضمن الخطة أيضًا أهداف العلاج النفسي ومعايير مراقبة الأدوية والعقاقير الخاصة بالمرضى. يجب أن تتناول كل عنصر من عناصر التشخيص المتباين. بالنسبة للمرضى الذين يعانون من العديد من المشاكل الصحية ويكون قد تم تناولها في مذكرة SOAP ، يتم تطوير خطة لكل مشكلة على حدا ويتم ترقيمها وفقًا لشدة وضرورة العلاج النفسي. بشكل عام، يتم إضافة مذكرة يذكر فيها جميع ما تم مناقشته أو تم نصحه مع المريض بالإضافة إلى جدولة المواعيد اللازمة للمزيد من المراجعات أو المتابعة.
عادة يتم تجميع قسمي التقييم والخطة معًا.

## مثال
مثال تقريبي على ما سبق هو مريض قيد المراجعة بعد عملية استئصال الزائدة الدودية. يمثل هذا المثال مذكرة SOAP الجراحية؛ الملاحظات الطبية تميل إلى أن تكون أكثر تفصيلاً، خاصة في الأقسام الذاتية والموضوعية.
|    | خدمة الجراح، د.جونز |
| S: | لا يوجد المزيد من آلام في الصدر أو ضيق في التنفس. "اشعر بشكل أفضل اليوم." كما قام المريض بالتبليغ عن الصداع.                                                                            |
| O: | Afebrile ، ص 84، ص 16، ص 130/82. لا ألم حادة. |
|    | لا JVD في الرقبة، الرئتين صافيتين |
|    | cor RRR -انتظام في المعدل واتزان- |
|    | عبد بويل يبدو حاضرا، اعتدال في رقة الربع السفلي الأيمن -RLQ- , أقل من الأمس. الجروح تبدو نظيفة.                                                                                         |
|    | استخلاص بدون edema |
| أ: | المريض هو رجل يبلغ من العمر 37 عامًا في اليوم الثاني بعد الجراحة لاستئصال الزائدة الدودية بالمنظار. يتعافى بشكل جيد.                                                                     |
| ع: | النظام الغذائي المسبق. استمر في مراقبة الأختبارات. المتابعة مع علم أمراض القلب في غضون ثلاثة أيام من مغادرة المشفى لاختبار اجهاد المريض كمريض مغادر. استعداد للمغادرة للمنزل صباح الغد. |

تتضمن الخطة نفسها عدة مكونات مختلفة:
- المكون التشخيصي: الاستمرار في مراقبة المختبرات
- المكون العلاجي: النظام الغذائي المتطور (وهي الحمية اللتي يقوم الطبيب بأعطائها)
- الإحالات: المتابعة مع علم أمراض القلب في غضون ثلاثة أيام من مغادرة المريض لاختبار الإجهاد كمريض مغادر.
- مكون تعليم المريض: الذي يتحسن بشكل جيد
- عنصر المغادرة: المغادرة إلى المنزل في الصباح

## قراءة اضافية
- Baird، Brian N. (2014) [1996]. "Clinical writing, treatment records, and case notes". The internship, practicum, and field placement handbook: a guide for the helping professions (ط. 7th). Boston: بيرسون. ص. 95–112. ISBN:9780205959655. OCLC:836261561.
- Cameron، Susan؛ Turtle‐Song، Imani (Summer 2002). "Learning to write case notes using the SOAP format". Journal of Counseling & Development. ج. 80 ع. 3: 286–292. DOI:10.1002/j.1556-6678.2002.tb00193.x.
- Hodges، Shannon (2016) [2011]. "Clinical writing and documentation in counseling records". The counseling practicum and internship manual: a resource for graduate counseling students (ط. 2nd). Springer Publishing Company. ص. 89–114. ISBN:9780826128430. OCLC:915153123.
- Ingram، Barbara Lichner (2012) [2006]. Clinical case formulations: matching the integrative treatment plan to the client (ط. 2nd). Hoboken, NJ: جون وايلي وأولاده. ص. 6. ISBN:9781118038222. OCLC:723035074. In this book, the term hypothesis (or hypotheses section of report) will substitute for assessment, resulting in the SOHP acronym. That acronym can be pronounced as 'soap' but reminds us that we will be formulating with clinical hypotheses instead of plugging in a simple diagnostic label.
- Kettenbach، Ginge؛ Schlomer، Sarah L. (2016) [1990]. Writing patient/client notes: ensuring accuracy in documentation (ط. 5th). F. A. Davis Company. ISBN:9780803638204. OCLC:934020211.
- Sames، Karen M. (2015) [2005]. "SOAP and other methods of documenting ongoing intervention". Documenting occupational therapy practice (ط. 3rd). Boston: بيرسون. ص. 171–197. ISBN:9780133110494. OCLC:858914392.
- Weed، Lawrence L. (يونيو 1964). "Medical records, patient care, and medical education". Irish Journal of Medical Science. ج. 39 ع. 6: 271–282. DOI:10.1007/BF02945791. PMID:14160426. (الاشتراك مطلوب)